# فيكتور دياز ميغيل
بيكتور دافيد دياز ميغيل (بالإسبانية: Víctor David Díaz Miguel)‏ (مواليد 12 يونيو 1988 - إشبيلية ، إسبانيا) لاعب كرة قدم إسباني ، يلعب في مراكز الظهير الأيمن والظهير الأيسر والجناح الأيمن ، ويلعب حاليًا لنادي ليغانيس الإسباني.

## روابط خارجية
- فيكتور دياز ميغيل على موقع الاتحاد الأوربي (الإنجليزية)
- فيكتور دياز ميغيل على موقع قاعدة بيانات كرة القدم.إي يو (الإنجليزية)
- فيكتور دياز ميغيل على موقع Soccerbase.com (لاعب) (الإنجليزية)
- فيكتور دياز ميغيل على موقع Soccerway.com (الإنجليزية)
- فيكتور دياز ميغيل على موقع AS.com (الإسبانية)